# Krąplewice
Krąplewice – wieś w Polsce położona w województwie kujawsko-pomorskim, w powiecie świeckim, w gminie Jeżewo. W latach 1975–1998 miejscowość administracyjnie należała do województwa bydgoskiego. Według Narodowego Spisu Powszechnego (III 2011 r.) liczyła 943 mieszkańców. Jest trzecią co do wielkości miejscowością gminy Jeżewo.
| SIMC    | Nazwa           | Rodzaj    |
| ------- | --------------- | --------- |
| 0087426 | Nowe Krąplewice | część wsi |

W Krąplewicach znajduje się XIX-wieczny dwór z parkiem krajobrazowym i stawem. Po II wojnie światowej przeznaczony na potrzeby Państwowego Gospodarstwa Rolnego (PGR), a obecnie zaniedbany. W parku znajduje się 6 pomników przyrody:
- topolę białą o obwodzie 482 cm[7]
- 5 wiązów szypułkowych o obwodach 320, 316, 315, 290 i 250 cm[8]

Pałac należący do dworu obecnie przeznaczony jest na cele mieszkaniowe. Reszta pałacowych zabudowań powoli niszczeje.
Przed II wojną światową pałac w Krąplewicach (niem. Klunkwitz) wraz z ziemią należał do Maksa Nehringa. Rozporządzeniem Rady Ministrów z dnia 31 marca 1932 majątek został objęty przymusową parcelacją w ramach reformy rolnej.
Grób Nehringa znajduje się w lesie nieopodal Krąplewic.
Miejscowość powstała jako osada robotnicza, zamieszkiwana w większości przez pracowników największego w tym rejonie zakładu mięsnego. Według Biuletynu Informacji Publicznej (dane z 31 grudnia 2012 r.) wieś zamieszkiwało 706 osób. Prawdopodobnie liczba ta jest zawyżona o około 150 osób. Liczba ludności zmniejsza się z roku na rok, w wyniku migracji młodych ludzi do większych miast oraz innych krajów (Anglia, Irlandia, Niemcy, itp).
W Krąplewicach działają dwa sklepy spożywcze, jeden z nich został powiększony w miejscu dawnego baru piwnego, a jeszcze wcześniej stołówki zakładowej, która przez kilka lat działała również jako przedszkole. W Krąplewicach ukończono, po wielu latach od pierwotnie planowanego terminu szkołę podstawową z niepełnowymiarową salą gimnastyczną. Do szkoły uczęszczało: (2002 r.) - 86, (2003 r.) - 90, (2004 r.) - 88, (2015 r.) - 80 uczniów. Szkoła dostała od wójta gminy Jeżewo ceglasty kort tenisowy, następnie przekształcony w boisko do piłki nożnej. Wieś posiada też boisko do koszykówki - siatkówki.
W 2010 roku na terenie przy Szkole Podstawowej w Krąplewicach został oddany do użytku nowoczesny plac zabaw. Powstał on dzięki wsparciu rządowego programu „Radosna Szkoła”. Na początku roku, również dzięki temu programowi Szkoła wzbogaciła się o wyposażenie świetlicy w pomoce dydaktyczne.
We wrześniu 2012 roku na pograniczu gmin Jeżewo i Drzycim, między Krąplewicami i Gródkiem, w lesie tuż przy szosie została odkryta zbiorowa mogiła. Spoczywają w niej ciała Polaków: osób cywilnych, w tym kobiet i dzieci, oraz polskich żołnierzy, którzy zginęli podczas bombardowania na początku września 1939 roku.
Krąplewice nie posiadają poczty, brak jest też jakiegokolwiek ośrodka kultury. Wieś skupiona jest wokół jednej głównej ulicy, drogi Jeżewo - Drzycim. Po prawej stronie (jadąc w kierunku Jeżewa) znajdują się niegdyś zakładowe, a obecnie spółdzielcze ogródki działkowe, natomiast po lewej kolejno pięć bloków mieszkalnych, z których pierwsze trzy posiadają dwie klatki schodowe (18 mieszkań w każdym), następnie dwa bloki po dwie klatki schodowe (18 mieszkań), następnie trzy bloki jednoklatkowe i jednopiętrowe.
Wieś posiada niewątpliwe zalety przyrodnicze. Leży dokładnie przy samym lesie będącym początkiem Wdeckiego Parku Krajobrazowego, oddalona jest zaledwie o 2,5 km od jednego z najczystszych jezior w tym rejonie - Stelchna, a od rzeki Wdy 3 km. Najbliższe miasta to Świecie (odległość: 13,5 km) i Grudziądz (25,5 km).

## Historia
Krąplewice to stara kociewska wieś. Pierwsza historyczna nazwa pochodzi z 1273 r. i została zapisana jako Crambcouske. Następnie to: Crampowitz (1400 r.), Carampowicz (1415 r.), Crampionicze (1534 r.), Krąpienicze (1583 r.), Krąpiewicze (1584 r.), Krampiewicze (1649 r.), Krąplewice (1668 r.), niem. Klunkwitz. Nazwę wsi interpretuje się dwojako: 1 - nazwa patronimiczna pochodząca od nazwy osobowej Krępa, 2 - od rzeczownika pospolitego "krąp" - niedużej ryby słodkowodnej, pospolitej w rzekach nizinnych i wodach stojących.
Pierwsza wzmianka historyczna o wsi pochodzi z 1273 r. i podaje, ze książę pomorski Mszczuj II nadał wieś Krąplewice Mikołajowi Jankowicowi - możnowładcy wielkopolskiemu. W czasach krzyżackich (lata 1309-1466) osada należała do komturstwa świeckiego. Kolejnych właścicieli wsi źródła przekazują z połowy XVI wieku, kiedy to Krąplewice należały do rodu Dzieszyńskich. W połowie XVII stulecia wieś dzielili dwaj właściciele:Niewieścińscy i Walewscy. W 1676 r. całość dóbr przeszła w ręce rodziny Pląskowskich. Po śmierci Izydora Pląskowskiego (1777 r.) dobra krąplewickie stały się wieczystą dzierżawą. Po przeprowadzonych zmianach w strukturze agrarnej, w 1832 r. Krąplewice znalazły się ponownie w rękach prywatnych, głównie – niemieckich. W końcu XIX wieku we wsi wybudowano pałac dla właściciela (obiekt przetrwał do dziś i jest wielorodzinnym budynkiem mieszkalnym, niestety w wyniku przebudowy z 1968 r. zatracił cechy budowli pierwotnej), część budynków gospodarskich (lecznica i stajnia dla koni) oraz 1,5 ha park przydworski.
W 1920 r. wieś wróciła do Polski, natomiast dobra ziemskie w Krąplewicach pozostały w rekach niemieckich (w latach 1920 - 1939 właścicielem dóbr był Maksymilian Nehring). W 1936 r.rozpoczęto przymusową parcelację majątku, do wykupu przeznaczono 217,19 ha. W wyniku podziału ziemi stworzono 17 samodzielnych rolniczych działek. Część powstałych osad została przyznana rolnikom z Krakowskiego, którzy w czasie powodzi utracili swoje gospodarstwa. Z tego okresu zachowały się drewniane budynki zwane "Poniatówkami". W czasie okupacji hitlerowskiej folwark był pod zarządem niemieckim. W 1945 r. majątek stał się własnością skarbu Państwa Polskiego. W 1947 r. utworzono państwowe gospodarstwo rolne. Pierwsze informacje o obszarze wsi pochodzą z 1400 r. i podają, że wieś miała 30,5 łanów (ok. 518 ha), w 1884 r. - ok. 675 ha, w 1921 r. - 479 ha. Najstarsze dane liczbowe o liczbie mieszkańców pochodzą z 1649 r. i podają, że żyło tam siedem rodzin chłopskich, w 1772 r. wieś miała 77 mieszkańców.
Po 1832 r. zaczęła się rozwijać kolonia szlachecka Nowe Krąplewice. W 1889 r. w centrum wsi wybudowano budynek szkolny, w którym, po otwarciu uczyło się 103 dzieci, w tym 45 ewangelików (budynek przetrwał do dziś, pełni funkcje mieszkaniowe). Od połowy listopada do początku grudnia 1906 r. (lub dłużej) w szkole miał miejsce strajk dzieci przeciwko nauczaniu religii w języku niemieckim. W strajku wzięły udział m.in. następujące, znane tylko z nazwiska, dzieci: Słomska, Myszkowska, Malinowski. Strajk był elementem znacznie większej akcji biernego oporu wobec pruskich władz szkolnych, która na przełomie 1906 i 1907 r. objęła ponad 460 (!) szkół w prowincji Prusy Zachodnie, czyli przedrozbiorowe Pomorze Gdańskie, Powiśle, ziemię chełmińską i ziemię lubawską oraz część Krajny. Inspiracją dla strajków pomorskich były wcześniejsze działania dzieci w prowincji wielkopolskiej, ze słynnym strajkiem we Wrześni (1901) na czele.